# Neolecanium plebeium
Neolecanium plebeium är en insektsart som beskrevs av Cockerell 1903. Neolecanium plebeium ingår i släktet Neolecanium och familjen skålsköldlöss. Inga underarter finns listade i Catalogue of Life.